# オールドアライアンストロフィー
オールドアライアンストロフィー（英語：Auld Alliance Trophy、フランス語：Trophée Auld Alliance）は、ラグビーユニオンのスコットランド代表とフランス代表とで争われるトロフィーである。シックス・ネイションズの一環として行われており、試合の勝者にトロフィーが授与される。

## 概要
2018年、両国の代表選手が数多く命を落とした第一次世界大戦の終結（1918年）から100年を記念し、設けられた。
第一次世界大戦では、多くのラグビー選手も出征し、戦死した。大戦前、最後の試合に出場した両国のキャプテン（スコットランドのEric Milroy、フランスのMarcel Burgun）のほか、スコットランド代表30名、フランス代表22名が戦死。
名称は、1295年から1560年まで結ばれていたスコットランド王国とフランス王国の間の同盟「古い同盟」（スコットランド語: Auld Alliance, フランス語: Vieille Alliance）に由来する。
第1回は2018年にスコットランドで行われ、以降はフランスと交互に開催。

## トロフィーのデザイン
トロフィーは高さ60cmあり、その先端が切られたようなデザインは、「第一次世界大戦で悲劇的に断ち切られた人生」を表現している。
側面に英語とフランス語で「第一次世界大戦中に戦死したEric Milroy、Marcel Burgun、そしてフランスとスコットランドのすべてのラグビー選手を追悼して（In memory of Eric Milroy, Marcel Burgun and all the French and Scottish rugby players who fell during World War I）」という言葉が刻まれ、ケシとヤグルマギクがあしらわれている。

## 結果
2024年まで7回対戦が行われ、フランスが4勝（3連勝）。引き分けの場合は、どちらも勝者にはならない。第6回（2023年）は、両国100回目のテストマッチだった。
| 回 | 年   | 開催日  | 勝者           | 得点 ホーム対アウェー | 会場                                         | レポート      |
| -- | ---- | ------- | -------------- | --------------------- | -------------------------------------------- | ------------- |
| 1  | 2018 | 2月11日 | スコットランド | 32–26                 | マレーフィールド・スタジアム（エディンバラ） | [ 7 ] [ 8 ]   |
| 2  | 2019 | 2月23日 | フランス       | 27–10                 | スタッド・ド・フランス（パリ）               | [ 9 ] [ 10 ]  |
| 3  | 2020 | 3月8日  | スコットランド | 28–17                 | マレーフィールド・スタジアム（エディンバラ） | [ 11 ] [ 12 ] |
| 4  | 2021 | 3月26日 | スコットランド | 23–27                 | スタッド・ド・フランス（パリ）               | [ 13 ] [ 14 ] |
| 5  | 2022 | 2月26日 | フランス       | 17–36                 | マレーフィールド・スタジアム（エディンバラ） | [ 15 ] [ 16 ] |
| 6  | 2023 | 2月26日 | フランス       | 32–21                 | スタッド・ド・フランス（パリ）               | [ 17 ] [ 6 ]  |
| 7  | 2024 | 2月10日 | フランス       | 16–20                 | マレーフィールド・スタジアム（エディンバラ） | [ 18 ] [ 19 ] |
| 8  | 2025 | 3月15日 | フランス       | 35-16                 | スタッド・ド・フランス（パリ）               |               |